# 井関友香
井関 友香（いせき ゆか、1985年2月7日 - ）は、日本の女優。モビックス所属。千葉県出身。旧芸名は“森咲葉子”。

## 来歴
- 2009年8月、「徒然なるままに〜レジェンド・オブ・カミカゼ〜」で初舞台。
- 2012年2月、芸名を「森咲葉子」から本名の「井関友香」に変更。
- 2013年10月、「暗転セクロス」では出演と公演プロデュースを担当。
- 自主企画ライブ「ちょっと…」シリーズを不定期に開催している。

## 人物
- 趣味：映画鑑賞
- 愛称：ゆかちん

## 出演

### 舞台
2009年
- office-Ureyプロデュースvol.2「徒然なるままに〜レジェンド・オブ・カミカゼ〜」（8月）
- 「出発の日」（12月11日 - 14日）

2010年
- 「ぐつぐつ」（1月28日 - 31日）
- 「believe」（3月4日 - 8日）
- 「オズの西遊記」（6月6日、7月3日、新宿シアターミラクル）
- 「近藤を待ちながら」（8月17日 - 22日、下北沢GEKI地下Liberty）

2011年
- 劇団BRATS第2回公演「sleeve」（5月25日 - 29日、新宿シアターモリエール）

2012年
- 伊藤教人プロデュース公演ゴリズムVol.1「秘密編隊ゴンバット」（1月11日 - 15日、SPACE107）
- 「秋葉原女子学生会館」（2月1日 - 5日、恵比寿エコー劇場）
- 「楽園の殺人〜小劇場に愛を込めて〜」（7月10日 - 16日、下北沢小劇場 楽園）
- 劇団BRATS第3回公演「真・桃太郎伝説」（10月11日 - 15日、SPACE107）

2013年
- 劇団BRATS第4回公演「RED KILL〜真っ赤な嘘の描き方」（4月10日 - 14日、中野ウエストエンドスタジオ）
- 劇団SHOW&GO FESTIVAL第15回公演「まんが×青春！！〜高校ペン児の甲子園」（6月5日 - 9日、新宿シアターモリエール）
- 伊藤教人プロデュース公演ゴリズムver.2.0「DEATH MARKET」（7月19日 - 21日、新宿タイニイアリス）
- 「暗転セクロス」（10月2日 - 6日、池袋シアターKASSAI）

2014年
- 劇団BRATS第5回公演「西遊記ゑん戯」（1月15日 - 19日、ザ・ポケット）
- 「井戸の中のプラットホーム」（2月11日 - 15日、千本桜ホール）
- 「アヴニール夢見ヶ丘」（6月11日 - 15日、千本桜ホール）
- ユーキース・エンタテインメント 第15回プロデュース作品「鑑識結果」（8月5日 - 10日、高田馬場ラビネスト）
- 劇団BRATS第6回公演「西遊記ゑん戯2〜EVOLUTION〜」（12月3日 - 7日、笹塚ファクトリー）

2015年
- 探偵シリーズ「元カレ」（6月4日 - 12日、六行会ホール）
- キンケロ・シアタープロデュース 愛川欽也追悼公演 「RUN FOR YOUR WIFE」（10月30日 ‐ 11月3日、キンケロシアター）
- 劇団BRATS第8回公演『椿説　おくのほそ道』（12月22日‐27日　スミダパーク倉）

2016年
- 演劇集団rock×lock第三回本公演『百鬼繚乱〜翠帳開禁〜』（2月17日 - 21日、笹塚ファクトリー）
- ABsun Presents 〜大人の文花祭〜『RUN FOR YOUR WIFE』（4月1日 - 3日、キンケロシアター）
- 劇団コラソン 第38回公演 『もしドラ焼きよりケバブが好きになったら』（6月13日 - 7月18日、I LOVE TOKYO）
- NO-STyLe-GArden〜ノスタルジア〜第7回公演『哀しみにキッスを』（8月24日 - 28日、シアターシャイン）
- ABsun Presents 『キャッシュオンデリバリー〜Cash On Delivery〜』 （10月26日 - 30日、キンケロシアター）
- 劇団BRATS 第10回記念公演 第1弾「戦闘改造学園Z」（12月1日 - 4日、すみだパークスタジオ倉）
- PANIC MONKEY produce〜Extra edition〜 PANIC LOVER MONKEYS（12月21日 - 25日、新宿ゴールデン街劇場）

2017年
- A.R.P 4月公演『ザ·オールドボーイズ』（4月13日 - 16日、座・高円寺2）
- SEAdreamプロデュース公演「星の一番きれいな港町」（8月12日、気仙沼はまなすホール）

2018年
- 伊藤教人プロデュース公演 ゴリズム 「アイケン」(3月1日 - 4日、上野ストアハウス）
- A.R.P 5月公演『コイズミ・タエコ2018』（5月30日 - 6月3日、千本桜ホール）
- ブリッシュランド 第1回公演「下賤の天」（7月11日 - 16日、新宿シアターモリエール）[1]
- FREE(S)『Letter2018』（8月29日 - 9月2日、築地本願寺ブディストホール）
- もものくまさんproduce『怪人哀歌』（10月20日 - 10月28日、ウエストエンドスタジオ）
- ZERO BEAT. 第4回本公演 『スナップ・アウェイ』（12月11日 - 16日、テアトルBONBON）

2019年
- LoKi Produce企画Vol.2 「おっさんず⑧」（3月9日 - 17日、Theater新宿スターフィールド）
- FREE(S) 『メッキの王子とオタクの姫たち』（7月17日 - 21日、ウッディシアター中目黒） - 主演
- FREE(S)『Letter2018』（9月18日 - 22日、恵比寿・エコー劇場）
- 劇団Nooooon!! 第4回公演 『THE LIGHT STAFF 2019』（11月14日 - 17日、Theater新宿スターフィールド）

2024年
- WaVe'S 第7回公演 舞台『ジョダンダンジョ』（6月26日 - 30日、テアトルBONBON） - 松風明美 役[2]

2025年
- OWARI NO HAJIMARI #1「木曜日にはココアを」（1月18日 - 26日、新宿シアタートップス） - 尋子 役[3]
- WaVe'S 第9回公演 舞台『祭りのかけら』（7月30日 - 8月3日、ザ・ポケット） - ハル 役

### 映画
- 「東京難民」
- 「裁きの悪」主演
- 「激写！カジレナ熱愛中！」
- 「アスペルガーレイブ」
- 「仮面ライダーW 仮面ライダートリロジー」
- 「親指ノクターン」
- 上田慎一郎ショートムービーコレクション「ナポリタン」（2018年10月12日、ガチンコ・フィルム、監督：上田慎一郎）
- ポプラン（2022年1月24日、エイベックス・ピクチャーズ、監督：上田慎一郎）[4] - 瑠美 役

### TV
- NHK大河ドラマ「江〜姫たちの戦国〜」淀侍女 役
- 「全力坂」
- 「IQサプリ」
- 「仮面ライダーW」
- 「みんなの家庭の医学」

### CM
- H&M
- マイクロソフト
- ソフトバンク

### PV
- ファーストクリニック大崎HPモデル
- ファーストキッチン
- マルハン
- C.A.N by Eri Kadomoto

### MV
- 我羇道「病んでる時に唄う歌」
- RUMBLE URON「エレクトラブレイン」
- 浅草ジンタ「百万光年彼方から」

### ラジオ
- かわさきFM「岡村洋一のシネマ・ストリート」（毎週月曜14時、アシスタント）

### 雑誌
- ZENBI
- オートファッションEXE
- ホットペッパー

### メディア
- モバイル版 美人時計

### イベント
- シベリア超特急『忠臣蔵』
- Fresh撮影会

## 「ちょっと…」シリーズ
自主企画として、「ちょっと…」のタイトルでライブを不定期に開催。
- 「ちょっと早めのXmas party」（2010年11月28日、SHIBUYA PLUG）
- 「ちょっと遅めのHalloween party」（2011年11月12日、池袋ビッグバンボックス）
- 「ちょっとしっとり着席LIVE」（2012年5月19日、渋谷7thFloor）
- 「ちょっと赤点 放課後LIVE♪」（2013年2月23日、渋谷lastwaltz）